# Jevhen Čerepovs'kyj
Jevhen Mykolajovyč Čerepovs'kyj (in ucraino Євген Миколайович Череповський?, in russo Evgenij Nikolaevič Čerepovskij?; Charkiv, 17 ottobre 1934 – Leopoli, 12 luglio 1994) è stato uno schermidore sovietico, vincitore di una medaglia di bronzo nella scherma ai giochi olimpici.